# Frederick W.M. Holliday

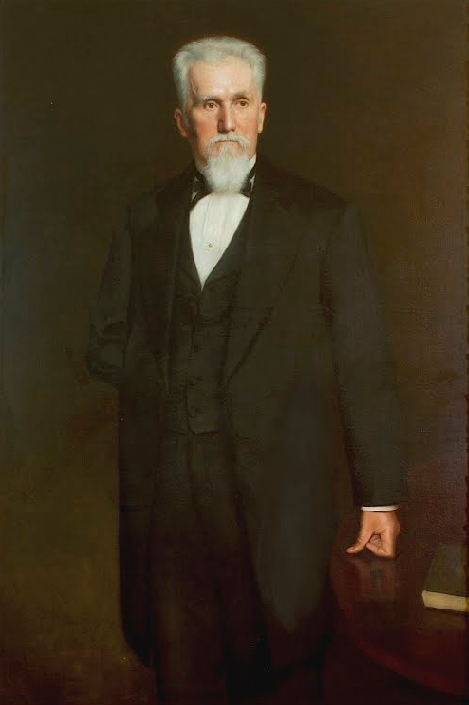
Frederick W.M. Holliday, cirka 1880

Frederick William Mackey Holliday, född 22 februari 1828 i Winchester i Virginia, död där 29 maj 1899, var en amerikansk politiker (demokrat). Han var guvernör i delstaten Virginia 1878–1882.
Holliday utexaminerades 1847 från Yale University och avlade 1848 juristexamen vid University of Virginia. Han var en ivrig förespråkare för Virginias utträde ur USA och tjänstgjorde i slutskedet av amerikanska inbördeskriget som ledamot av Amerikas konfedererade staters representanthus 1864–1865.
Holliday efterträdde 1878 James L. Kemper som Virginias guvernör och efterträddes 1882 av William E. Cameron. Holliday avled 71 år gammal år 1899 och gravsattes på Mount Hebron Cemetery i Winchester.